# Aeonium hierrense
Aeonium hierrense là một loài thực vật có hoa trong họ Crassulaceae. Loài này được (R.P.Murray) Pit. & Proust. miêu tả khoa học đầu tiên năm 1908.